# Raoul Zaccari
Raoul Zaccari (Bordighera, 2 marzo 1916 – Bordighera, 8 ottobre 1977) è stato un politico italiano.

## Biografia
Laureato in lettere, docente di liceo classico. Esponente della Democrazia Cristiana, nell'immediato dopoguerra divenne sindaco di Bordighera, carica che mantenne per quasi 19 anni, fino al 1965. 
Dal 1958 venne anche eletto Senatore della Repubblica Italiana, a dicembre dello stesso anno fu il primo firmatario del disegno di legge per l'istituzione della Festa della mamma. Confermò il proprio seggio a Palazzo Madama anche alle elezioni politiche del 1963, del 1968 e del 1972. Ricoprì anche il ruolo di sottosegretario alle Poste e telecomunicazioni nel Governo Andreotti II (dall'estate 1972 a quella del 1973). Concluse il mandato parlamentare nell'estate 1976. 
Morì l'8 ottobre 1977 all'età di 61 anni.